# Сметанин, Константин Александрович
Константи́н Алекса́ндрович Смета́нин (1898 — 1969) — советский дипломат.
Член РКП(б).
- В 1937 году — директор Всероссийского научно-исследовательского института рыбного хозяйства и океанографии[1].
- В 1937—1938 годах — советник полпредства СССР в Японии.
- В 1938—1939 годах — поверенный в делах СССР в Японии.
- С 21 сентября 1939 по 28 мая 1942 года — полномочный представитель (с 1941 — чрезвычайный и полномочный посол) СССР в Японии[2].